# 神藤才一

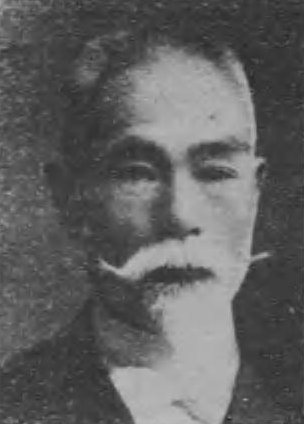
神藤才一

神藤 才一（かんどう さいいち / しんどう さいいち、安政4年8月15日（1857年10月2日） – 昭和9年（1934年）1月5日）は、日本の衆議院議員（立憲政友会→猶興会→立憲同志会）。大日本帝国陸軍軍人、最終階級は陸軍歩兵大尉。

## 経歴
相模国高座郡相原村（現在の神奈川県相模原市）出身。1879年（明治12年）、陸軍士官学校（旧3期）を卒業し、同年12月22日、陸軍歩兵少尉に任官。1884年（明治17年）に甲申政変に出征し、帰国後は山地元治将軍の幕僚を務めた。1886年（明治19年）にフランスに留学して軍事学を学ぶが、やがて法学に転じ、1895年（明治28年）にリヨン大学を卒業し、法学博士の称号を得た。
帰国後は無学館専門学校・フランス語学校を設立し、慶應義塾大学、早稲田大学、明治大学、専修大学、東京高等商業学校、東京外国語学校などで講師を務めた。1907年（明治40年）からは東洋殖民学校教頭を務めた。
1900年（明治33年）、衆議院議員に補欠当選。以後、合計で4期務めた。

## 著書
- 『欧洲列強近世外交秘史』（1907年、明治大学）
- 『東京政治学校講義録 軍政学』（東京政治学校）